# William James (bokser)
William James – angielski bokser, srebrny medalista Mistrzostw Europy z roku 1925.
W maju 1925 został wicemistrzem Europy w kategorii muszej. W ćwierćfinale mistrzostw pokonał Węgra Zsigmonda  Adlera, zapewniając sobie miejsce na podium mistrzostw. W półfinale wyeliminował Norwega Fredrika Mikkelsena, awansując do finału wraz z reprezentantem Francji Émile Pladnerem. W finale James przegrał na punkty, zajmując drugą pozycję.